# Tibi
Tibi è un comune spagnolo situato nella comunità autonoma Valenciana.